# 버지니아 패튼

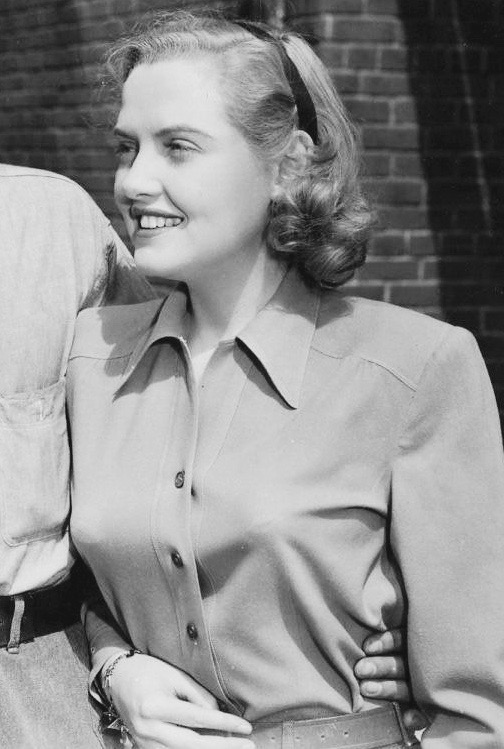

버지니아 패튼(Virginia Patton, 1925년 6월 25일 ~ 2022년 8월 18일)은 미국의 배우, 영화배우, 사업가이다.
클리블랜드에서 태어났다.

## 영화
- 《이중 생활》 (1947년)
- 《멋진 인생》 (1946년) - 루스 다킨 베일리 역
- 《헐리우드 캔틴》 (1944년)
- 《탱크 유어 럭키 스타스》 (1943년)